# Pinchos Minkowski
Pinchos Minkowski (ur. kwietniu 1859 w Biała Cerkiew, zm. w 1924 w Bostonie) – śpiewak, kantor synagogalny.

## Życiorys
Urodził się w rodzinie Mordechaja Minkowskiego, kantora. Miał brata Abrahama. Z zasadami muzyki zapoznał się jako chórzysta przy Nissimie Belzerze w Kiszyniowie. Uczył się śpiewu w Konserwatorium Cesarskim Rosyjskiego Towarzystwa Muzycznego w Moskwie, u Ernesta Taliabue, a następnie w Konserwatorium Towarzystwa Przyjaciół Muzyki w Wiedniu, u Victora Rokitańskiego a teorii śpiewu u Roberta Fuchsa. Od 1875 roku był kantorem w Białej Cerkwi, od 1877 roku w Berdyczowie, od 1878 w Kiszyniowie, następnie podjął pracę w 1882 w Chersoniu. W latach 1885–1886 był kantorem w Synagodze Chóralnej we Lwowie. Następnie, przez rok studiował harmonię u Dawida Nowakowskiego w Odessie. Po ukończeniu nauki, wyjechał na 5 lat do Nowego Jorku. Wyjechał na 5 lat do Nowego Jorku, tam otrzymał propozycję by zająć miejsce Belzera w Synagodze Brodziej w Odessie. Sprawował urząd przez 30 lat, aż do zamknięcia świątyni przez bolszewików w 1922 roku. 
Minkowski był też głęboko zaangażowany w ruch intelektualny Bialika w Odessie. Wykładał w Konserwatorium Żydowskim i był przewodniczącym towarzystwa muzycznego Ha-Zamir, pod którego auspicjami opublikował kilka artykułów na tematy muzyki żydowskiej.  
W 1922 wyjechał do Paryża, a stamtąd ponownie do Stanów Zjednoczonych, liczył wtedy 65 lat. Zyskał tam wielkie uznanie i przydomek „króla kantorów”. Łączył on „oświecony” styl Salomona Sulzera ze stylem „wołyńskim” Nissima Belzera. Pisał dużo o muzyce żydowskiej, zwłaszcza o wokalnej. Opublikował m.in. Die Entwicklung der Synagogalen Lithurgie bis nach die Reformation des 19. Jahrhunderts (Odessa 1902), Moderne Liturgie in unsere Synagogen in Russland (cz. 1-2, Odessa 1910) oraz pracę zbiorową Geschichte von Chasanut (Nowy Jork 1924).

## Publikacje
- Die Entwicklung der Synagogalen Lithurgie bis nach die Reformation des 19. Jahrhunderts (Odessa 1902)
- Moderne Liturgie in unsere Synagogen in Russland (cz. 1-2, Odessa 1910)
- Geschichte von Chasanut (Nowy Jork 1924).
- Większość kompozycji Minkowskiego pozostaje w formie rękopisów i jest przechowywana w Izraelskiej Bibliotece Narodowej na kampusie Givat Ram Uniwersytetu Hebrajskiego w Jerozolimie[3].